# آنا أرناوتوفا
آنا أولكساندريفنا أرناوتوفا (من مواليد 1 يونيو 2004) لاعبة غطس أوكرانية مثلت أوكرانيا في بطولة العالم للألعاب المائية 2019 التي أقيمت في غوانغجو، كوريا الجنوبية. شاركت في منافسات القفز وفرق 1 متر سيدات، في عام 2019 شاركت في حدث القفز لمسافة 1 متر سيدات في بطولة الغطس الأوروبية التي أقيمت في كييف، أوكرانيا. في عام 2021 ، شاركت في بطولة الألعاب المائية الأوروبية 2020 التي أقيمت في بودابست، المجر.